# Шан О
Шан О (фр. Champ-Haut) насеље је и општина у северној Француској у региону Доња Нормандија, у департману Орн која припада префектури Аржантан.
По подацима из 2011. године у општини је живело 47 становника, а густина насељености је износила 9,11 становника/km². Општина се простире на површини од 5,16 km². Налази се на средњој надморској висини од 321 метар (максималној 321 m, а минималној 220 m).

## Демографија
| 1962. | 1968. | 1975. | 1982. | 1990. | 1999. | 2011. |
| ----- | ----- | ----- | ----- | ----- | ----- | ----- |
| 42    | 69    | 62    | 59    | 55    | 54    | 47    |

График промене броја становника у току последњих година